# Roestbuikstruikgors
De roestbuikstruikgors (Atlapetes nationi) is een zangvogel uit de familie Emberizidae (gorzen).

## Verspreiding en leefgebied
Deze soort is endemisch in Peru en telt 2 ondersoorten:
- A. n. nationi: westelijk Peru.
- A. n. brunneiceps: zuidwestelijk Peru.